# Carsia octosignata
Carsia octosignata är en fjärilsart som beskrevs av Embrik Strand 1920. Carsia octosignata ingår i släktet Carsia och familjen mätare. Inga underarter finns listade i Catalogue of Life.